# 八戸芳夫
八戸 芳夫（はちのへ よしお、1922年8月20日 - ）は、日本の農学者、北海道大学名誉教授。

## 略歴
北海道生まれ。北海道帝国大学農学部畜産学科卒、1956年「蜜蜂の口吻長に関する研究」で農学博士。農林省畜産試験場に勤め、1962年北海道大学農学部助教授となり、1964年教授。1986年定年退官、名誉教授となる。養蜂が専門。

## 著書
- 『養蜂の実際 増益副業』 (農業ブレッティン)養賢堂 1954
- 『ミツバチのふしぎ』 (アルス日本児童文庫) 日本児童文庫刊行会 1958
- 『養蜂』畜産大系 養賢堂 1959
- 『ドサンコ』 (HTBまめほん) 北海道テレビ放送 1979
- 『馬-この素晴らしき友』共同文化社 1986

### 共著
- 『日本在来馬の保存活用に関する調査成績』沢崎坦, 林田重幸共著 日本馬事協会 1977